# (5354) Hisayo
(5354) Hisayo est un astéroïde de la ceinture principale.

## Description
(5354) Hisayo est un astéroïde de la ceinture principale. Il fut découvert le 30 janvier 1990 à Kushiro par Seiji Ueda et Hiroshi Kaneda. Il présente une orbite caractérisée par un demi-grand axe de 3,19 UA, une excentricité de 0,05 et une inclinaison de 4,9° par rapport à l'écliptique.

## Compléments